# 31 Aquilae
31 Aquilae (b Aquilae) é uma estrela tripla na direção da Aquila. Possui uma ascensão reta de 19h 24m 57.77s e uma declinação de +11° 56′ 34.3″. Sua magnitude aparente é igual a 5.17. Considerando sua distância de 49 anos-luz em relação à Terra, sua magnitude absoluta é igual a 4.27. Pertence à classe espectral G8IVvar.